# 傑德·西蒙斯
傑德·西蒙斯（英語：Jade Simmons），是美國一名古典鋼琴演奏家、藝術主持人、藝術企業家和作家。《華盛頓郵報》評論她的表演為「一個清晰，有力的鋼琴家，有吸引人的個性……值得隨時看到」（"a clear, powerful pianist with a magnetic personality... worth seeing any time."）。西蒙斯在1999年加冕為芝加哥小姐和伊利諾伊州小姐，並在在2000年美利堅小姐選美中獲得亞軍。2020年，她以獨立候選人身分參選2020年美國總統選舉。

## 外部連結
- 官方網站 （页面存档备份，存于）
- 恢復運營2020 - 傑德·西蒙斯總統競選網站[]